# كرب

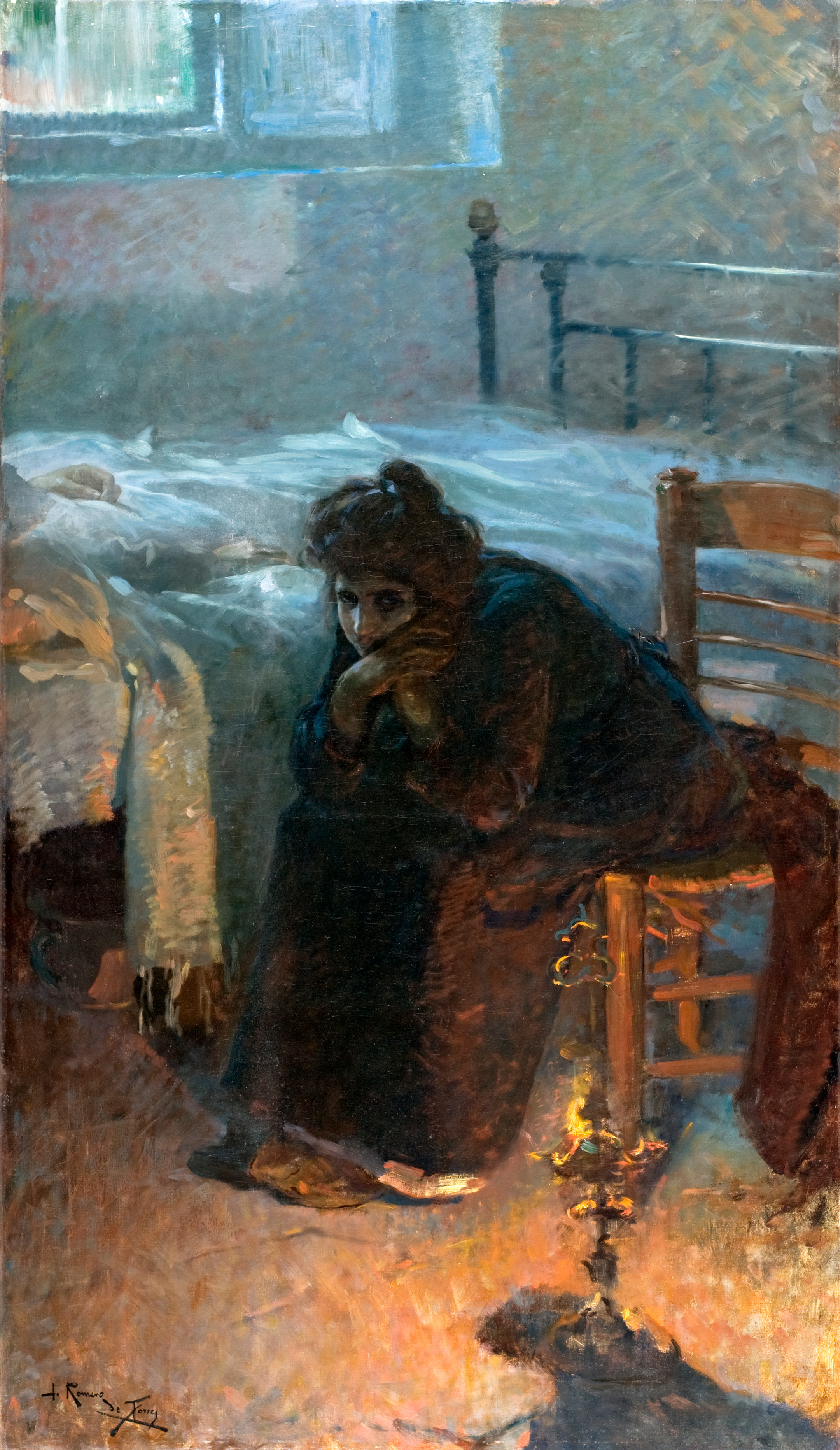
ساعات الكرب (خوليو روميرو دي توريس عام 1904)

الكَرْب أو الكُرْبَة أو الحَصَر أو ألم نفسي مبرح هو التعاسة الشديدة الناتجة عن المعاناة الجسدية أو العقلية. عادة ما يسبق الشعورَ بالكرب مأساةٌ أو حدث له معنى عميق للمصاب. يمكن الشعور بالألم جسديًا أو عقليًا (يشار إليه بالضيق العاطفي أيضًا).